# Draeculacephala pagoda
Draeculacephala pagoda är en insektsart som beskrevs av Ball 1927. Draeculacephala pagoda ingår i släktet Draeculacephala och familjen dvärgstritar. Inga underarter finns listade i Catalogue of Life.